# مايك ألين (سياسي)
مايك ألين هو عازف الجاز وسياسي كندي، ولد في 4 مارس 1962 في غراند براري في كندا. انتخب عضو الجمعية التشريعية ألبرتا.